# Jimena Florit
Jimena Florit  (18 de mayo de 1972 en Olivos, provincia de Buenos Aires) es una ciclista de Argentina, especialista en competiciones de mountain bike. En 2000 recibió el Premio Konex como una de las 5 mejores ciclistas de la década en la Argentina.

## Trayectoria
Representó en dos ocasiones a su país en los Juegos Olímpicos, en la edición de 2000 y en la de 2004, terminando en 20.ª y 12.ª posición final, llegando a estar en los últimos como cuarta clasificada. En 2003 ganó la medalla de oro en los Juegos Panamericanos en Santo Domingo, República Dominicana, derrotando a la estadounidense Mary McConneloug y a la chilena Francisca Campos. También disputó el Campeonato del Mundo en 2001 y terminó en 15.º lugar. En la edición del año 2000 celebrada en Sierra Nevada fue octava. Anteriormente también había disputado los Campeonatos del Mundo de 1998 y 1999 siendo 19.º y 23.º respectivamente. Volvió a disputar un Campeonato del Mundo en 2003, siendo 29.ª clasificada y al año siguiente volvió a participar, siendo 15.ª. Ese año también fue al Campeonato del mundo de Maratón y fue 25.ª.
Además ha conseguido otras dos medallas de bronce en los Juegos Panamericanos, una medalla de oro continental, un campeonato argentino, cuatro campeonatos NORBA (2 STXC y 2 XC) y siete NORBAS ganadas. A finales de 2004 se anunció su retirada de la competición tras 10 años en grandes campeonatos. Una de las razones del abandono pudo ser la desaparición de su equipo, RLX Ralph Lauren, para la siguiente temporada. En 2006 volvió a competir y ganó el oro en los Juegos Odesur.

## Palmarés[5]
- Oro en los Juegos Panamericanos de 2003.
- Bronce en los Juegos Panamericanos de 1995.
- Bronce en los Juegos Panamericanos de 1999.
- Campeona NORBA XC (2002) y 4 victorias parciales.
- Campeona NORBA STXC (2000).
- Campeona NORBA STXC (2001) y 1 victoria parcial.
- Subcampeona NORBA STXC (2002).
- Subcampeona NORBA STXC (1999).
- Campeona del Mercury Tour (1999).
- Campeona del Mercury Tour (2000).
- 3.er puesto en el Mercury Tour (1998).
- Premio Iron Otter (2001).
- Campeonato nacional de Argentina (1995).
- Oro en los Juegos Odesur (2006).

## Estadísticas

### Clubes
| Club                  | País      | Año         |
| --------------------- | --------- | ----------- |
| Specialized Argentina | Argentina | 1994 -1997  |
| Headshok/Cannondale   |           | 1998        |
| RLX/Polo Sport        |           | 1999 - 2002 |